# Ross Thorne
Pour les articles homonymes, voir Thorne.
Ross Thorne, né le 7 novembre 1957 à Brisbane, est un joueur professionnel de squash représentant l'Australie. Il atteint en août 1986 la quatrième place mondiale sur le circuit international, son meilleur classement.
Il est marié à l'ancienne championne du monde Rhonda Shapland. En 1987, il est nommé entraîneur-joueur de l'équipe d'Australie masculine de squash.

## Palmarès

### Titres
- Australian Open : 1983

### Finales
- Championnats du monde par équipes : 1981